# Свёнткова-Мала

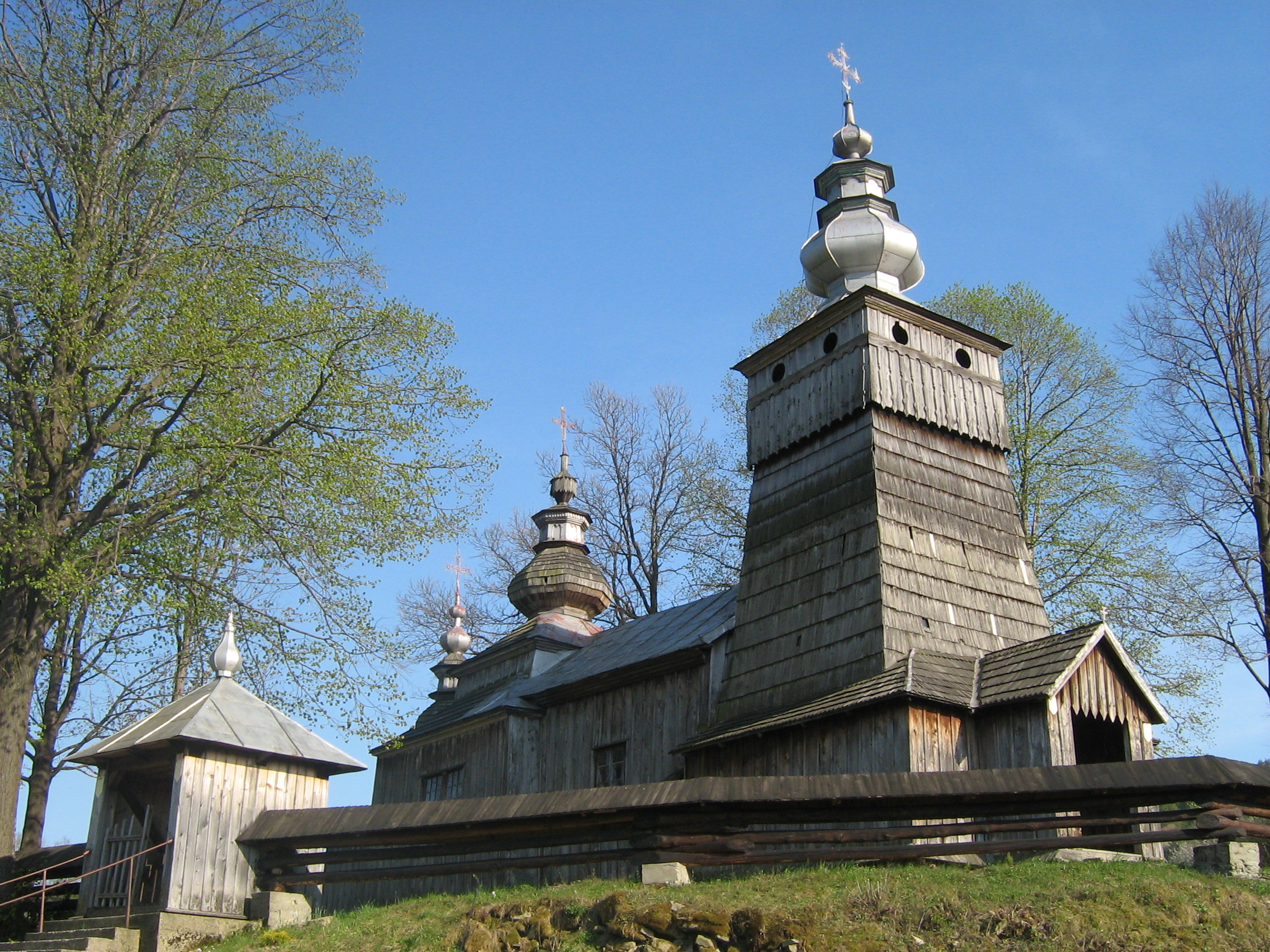
Церковь святого Михаила Архангела, Свёнткова-Мала, Подкарпатское воеводство

Свёнткова-Ма́ла (пол.  Świątkowa Mała) — село в Польше, находящееся на территории гмины Кремпна Ясленского повета Подкарпатского воеводства.

## География
Село находится в 13 км от административного центра гмины села Кремпна, 28 км от города Ясло и 75 км от Жешува.

## История
В 1975—1998 года село входило в Кросненское воеводство.

## Достопримечательности
- Церковь святого Михаила Архангела, датируемая 1762 годом. Памятник культуры Подкарпатского воеводства.

## Источник
- Świątkowa Mała/Słownik geograficzny Królestwa Polskiego i innych krajów słowiańskich, XI, 1885.